# Sarasaeschna tsaopiensis
Sarasaeschna tsaopiensis là loài chuồn chuồn trong họ Aeshnidae. Loài này được Yeh & Chen mô tả khoa học đầu tiên năm 2000.